# Project Viper
Pour plus de détails, voir Fiche technique et Distribution.
Project Viper est un téléfilm américain réalisé par Jay Andrews et diffusé sur Syfy le 20 avril 2002.
Il a été diffusé en France le 3 juillet 2006 sur TF6.

## Synopsis
À la suite d'un incident sur une navette spatiale causé par un monstre issu d'un projet gouvernemental top secret, le département de la Défense des États-Unis envoie un agent, Mike Connors, détruire le second prototype se trouvant sur Terre dans un laboratoire de génétique. Ce dernier est volé par des mercenaires. Alors qu'ils se déplacent à bord d'un avion en direction du Mexique, l'engin s'écrase à proximité d'une petite bourgade laissant le monstre s'échapper. Connors n'a d'autre choix que de travailler avec la scientifique à l'origine du projet ainsi que son équipe...

## Fiche technique
- Titre : Project Viper
- Réalisateur : Jay Andrews
- Scénariste : Curtis Joseph et David Mason
- Musique : Neal Acree
- Photographe : Mario D'Ayala
- Montage : Craig Kitson
- Création des décors : Robert E. Hummel
- Direction artistique : Chuck Dutrow
- Création des costumes : Gail De Krassell et Rebecca Smith-Serna
- Maquillages spéciaux : Michelle Werner
- Supervision des effets visuels : John Allardice et Kyle Toucher
- Producteurs : Lisa M. Hansen et Paul Hertzberg
- Producteurs exécutifs : Steven Paul, John Paul Pettinato et Datty Ruth
- Sociétés de production : CineTel Films, Crystal Sky Worldwide et VCL Communications
- Société de distribution : Columbia Tri Star Home Vidéo
- Ratio écran : 1,78:1
- Image : Couleurs
- Son : Stéréo
- Format négatif : 35 mm
- Procédé cinématographique : Sphérique
- Pays :  États-Unis
- Langue : anglais
- Genre : Science-fiction
- Durée : 85 minutes
- Année de sortie : 2002 aux  États-Unis

## Distribution
- Patrick Muldoon : Mike Connors
- Theresa Russell : Docteur Nancy Burnham
- Curtis Armstrong : Keach
- Joe Avalon : Sergent Tulley
- John Beck : Simpkins
- Tamara Davies : Sid Bream
- Lydie Denier : Diane Cafferty
- Daniel Quinn : Alan Stanton
- Billy Keane : Steve Elkins
- Rod McCary : Docteur Shoup

## Commentaires
- Deux scènes du film sont tirées de deux films cinéma : la poursuite en voiture est issue de La Mutante et le crash d'avion de Air America. Ce procédé bien que peu valorisant permet de faire des réductions de budget. Les producteurs n'hésitant pas à payer pour ces scènes auprès des studios. Lors du générique de fin, il est clairement annoncé que ces scènes sont tirées de ces films avec les copyright inclus, l'un pour MGM et l'autre pour Carolco.

## DVD
Le film est sorti sur le support DVD en France :
- Project V.I.P.E.R. (DVD-5) sorti le 18 août 2009 édité chez Antartic et distribué par Aventi. Le ratio écran est en 1.78:1 panoramique 16:9. L'audio est en Français 2.0. Pas de suppléments. Il s'agit d'une édition Zone 2 Pal. ASINB002EJ02BC.